# Idris (Libyen)

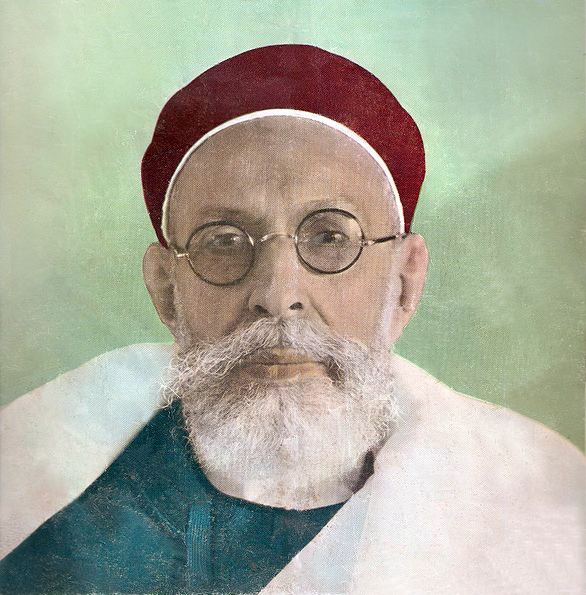
Idris I., König von Libyen (1965)

Idrīs, mit vollem Namen Sidi Mohammed Idris el-Mahdi el-Senussi (arabisch محمد إدريس السنوسي, DMG Muḥammad Idrīs as-Sanūsī; * 12. März 1890 in Al-Baida; † 25. Mai 1983 in Kairo) war von 1951 bis 1969 König von Libyen. Er war der Enkel von Sayyid Muhammad bin 'Ali as-Senussi, dem Begründer des Senussi-Ordens. Am 1. September 1969 wurde er durch einen Putsch  von Muammar al-Gaddafi entthront, der sodann mehr als 40 Jahre die Politik des Landes bestimmte.

## Leben

### Frühe Jahre
Idrīs wurde als Sohn von Sayyid Muhammad al-Mahdi bin Sayyid Muhammad al-Senussi und seiner fünften Frau Aisha bint Ahmad al-Syrte geboren und erhielt eine religiöse Ausbildung in der Zāwiya von al-Dschaghbub. Während Idrīs noch jung war, starb sein Vater. Daraufhin übernahm sein väterlicher Cousin Ahmad asch-Scharif die Sorge für ihn.
1913 reiste Idrīs mit dem Ziel, den Haddsch zu vollziehen, nach Ägypten, wo er in Alexandria mit der ägyptischen Regierung zusammentraf. Von Alexandria reiste er übers Meer weiter nach Haifa und Jerusalem und begab sich dann nach Medina und Mekka. Nach dem Vollzug der Wallfahrt reiste er nach Taif, wo ihm die osmanische Regierung einen komfortablen Wohnsitz zugewiesen hatte, an dem er einige Zeit verbrachte.
Von Taif aus kehrte Idrīs nach Ägypten zurück, wo er mit Lord Kitchener, dem damaligen Oberbefehlshaber der britischen Streitkräfte in Ägypten, zusammentraf. Anschließend kehrte er in die Cyrenaika zurück.

### Als Oberhaupt der Sanussiya und Emir der Cyrenaika
Idris wurde 1916 als Nachfolger seines Cousins Ahmad asch-Scharif Oberhaupt des Sanussiya-Ordens, einer sufischen, islamischen Bruderschaft (Tariqa), die im Ostteil Libyens eine große Anhängerschaft hatte. Politisch verfolgte Idris mit den Senussi in den ersten Jahren seiner Herrschaft die Zurückdrängung der Kolonialmächte aus Nordafrika. Das zu diesem Zweck eingegangene Bündnis der Senussi mit den Mittelmächten im Ersten Weltkrieg war jedoch erfolglos und mündete in einer militärischen Niederlage. Idris wechselte die Seiten und verbündete sich mit den Briten gegen seinen Cousin und wurde dafür von den Briten als Emir anerkannt, von den Briten jedoch nach Kriegsende nicht gegen die Italiener unterstützt.
Idris schloss mit Italienern und Briten Frieden und wurde dafür 1921 als weltlicher Herrscher (Emir) über die nicht von Italien okkupierten Teile der Cyrenaika anerkannt.

### Exil in Ägypten
Unter dem Vorwand, sich einer ärztlichen Behandlung unterziehen zu wollen, reiste Idrīs 1923 ins Königreich Ägypten aus. Der wahre Grund war aber die italienische Kolonialpolitik unter Mussolini. 1926 forderte er den Verbleib der Oase al-Dschaghbūb, die für die Versorgung der Widerstandsbewegung im Gebiet von al-Dschabal al-Achdar von großer strategischer Bedeutung war, unter der Herrschaft Ägyptens. Die ägyptische Regierung unter Adli Yakan Pascha und König Fu'ād I. trat diese jedoch ab und italienische Truppen besetzten die Oase, was bei den libyschen Emigranten in Ägypten und ihren ägyptischen Sympathisanten große Empörung hervorrief. Der antikolonialistische Widerstand der Senussi-Bruderschaft wurde nun vor allem von Umar Mukhtar organisiert. 1931 heiratete er Fatima el-Sharif, mit der er einen Sohn hatte, der aber bereits am Tag nach seiner Geburt verstarb.
Der zähe Widerstandskampf der Bruderschaft konnte erst 1932 von den italienischen Kolonialtruppen gebrochen werden. Weniger als ein Jahrzehnt später, im Zweiten Weltkrieg, nahm Idris mit seiner Bruderschaft den Kampf gegen die Achsenmächte in Nordafrika wieder auf, er selbst kehrte aber erst nach der italienischen Niederlage nach Libyen zurück.

### Als König Libyens

Die Standarte des Königs

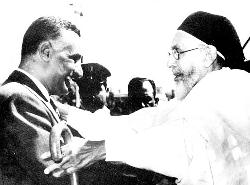
König Idris 1967 mit Ägyptens Präsidenten Nasser

Nach dem Krieg verlor Italien seine Kolonien und Idris gewann als wichtigster lokaler Verbündeter der siegreichen Alliierten deutlich an Einfluss. Nachdem die Bewohner des bevölkerungsreichen Tripolitanien ebenso wie die UNO den britisch-italienischen Bevin-Sforza-Teilungsplan abgelehnt hatten, dem Idris als Emir der Kyrenaika hingegen zugestimmt hatte, wurde er 1951 König des unabhängigen Königreichs Libyen. Ein zentrales Problem der Anfangsjahre war die Zusammenführung der historisch autonomen Landesteile Tripolitanien, Kyrenaika und Fessan. Die föderale Verfassung, nach der alle drei Regionen gleich viele Abgeordnete ins Bundesparlament entsandten, benachteiligte Tripolitanien, wo 80 % der Bevölkerung lebten, gegenüber Idris’ Heimatregion Kyrenaika und dem Fessan, wo jeweils nur 10 % lebten, die aber zusammen mehr Sitze im Bundesparlament hatten. Schon 1952, nur ein Jahr nach der Staatsgründung, ließ Idris I. alle Parteien und Gewerkschaften verbieten. Die Misswirtschaft in der öffentlichen Verwaltung und ein gescheitertes Attentat veranlassten ihn, persönlich die Regierung zu übernehmen. In den folgenden Jahren gelang ihm die Stärkung der Zentralregierung durch die Auflösung der historischen Großprovinzen Tripolitanien, Kyrenaika und Fessan sowie eine administrative Vereinheitlichung der Landesteile. Durch die Verfassungsänderung von 1963 wurde der Wechsel von einem föderalen zu einem Zentralstaat abgeschlossen. Formal wurde damit zwar durch eine proportionale Regelung Tripolitanien stärker berücksichtigt, doch bereits ein Jahr zuvor hatte Idris 1962 mit einem Schauprozess gegen die im Untergrund für nationale Einheit, den Abzug ausländischer Truppen und soziale Reformen agierende Arabische Sozialistische Baʿth-Partei faktisch sämtliche Parteienarbeit endgültig zerschlagen.
Die nach den Erdölfunden seit 1962 fließenden Einnahmen wurden in den Ausbau der Infrastruktur und des Bildungswesens investiert. Da viele Studenten ins Ausland geschickt wurden und wegen des Lehrermangels zahlreiche ägyptische Lehrer ins Land geholt wurden, kamen zunehmend neue Ideen wie der Panarabismus bzw. Nasserismus in das Land. So brachen nach dem Sechstagekrieg 1967, in dem der König Ägypten nicht beistand, heftige panarabische Proteste aus, die zu neuerlichen Pogromen gegen die jüdische Minderheit führten. Die wenigen im Lande verbliebenen Juden – 10 % im Vergleich zu 1949 –  verließen daraufhin das Land.

### Staatsstreich 1969
Idris hatte im August seine Abdankung zugunsten des Kronprinzen Hasan ar-Rida vorbereitet, die für den 2. September 1969 geplant war. Am Vortag wurde er während eines Kuraufenthaltes im türkischen Bursa von Muammar al-Gaddafi gestürzt. Zunächst wollte er Großbritannien zu einer Intervention in Libyen bewegen, verzichtete jedoch darauf, als der Kronprinz den Putschisten seine Loyalität versicherte. Idris lebte zunächst in Rom und von 1974 bis zu seinem Tod im Exil in Kairo. Gegen Gaddafis Protest hatte er die ägyptische Staatsbürgerschaft erhalten.
Idris I. wurde auf dem Dschannat al-Baqi-Friedhof in Medina, Saudi-Arabien, begraben.